# عبد الحفيظ بوصوف
عبد الحفيظ بوصوف المدعو «سي مبروك» (17 أغسطس 1926 في ولاية ميلة - 31 ديسمبر 1980 في باريس) كان سياسياً جزائرياً، ومؤسس المخابرات الجزائرية.

## حياته
ولد عبد الحفيظ بوصوف في مدينة ميلة بحي ميلة القديمة لأب يُدعى خليل وأم اسمها زهيرة سعود، كانت عائلته الفقيرة تمتهن الفلاحة. التحق بوصوف بالمدرسة الفرنسية في سن الثماني سنوات تقريباً، حيث زاول دراسته فيها وتحصل على الشهادة الابتدائية. انخرط في صفوف حزب الشعب بمدينة ميلة وأسس بها خلايا تضم مجموعة كبيرة من مناضلي المدينة ومنهم لخضر بن طوبال وعنان دراجي، كان بوصوف يجتمع بالمناضلين بمنزله، الذي كان ملجأ لمختلف الوجوه الثورية والسياسية التي فجرت ثورة 1954. في عام 1944 سافر إلى قسنطينة للعمل في غسالة كانت ملكاً لأحد المعمرين. عند انضمامه في حزب الشعب الجزائري بقسنطينة تعرف على محمد بوضياف والعربي بن مهيدي وبن طوبال وغيرهم. عند اندلاع الثورة الجزائرية عين نائبا للعربي بن مهيدي بالمنطقة الخامسة وهران، مكلفّا بناحية تلمسان. في عام 1950 تحول إلى العمل السري أولا في مدينة سكيكدة، ثم في منطقة وهران حيث لم يكن معروفا لدى المصالح الفرنسية ولا ملاحقا من طرفها. بعد مؤتمر الصومام أصبح عضوا في المجلس الوطني للثورة الجزائرية، عين وزير للاتصالات العامة والتسليح في الحكومة المؤقتة.
أسس جهاز المخابرات الجزائرية عام 1957 ولعب دورا كبيرا في تكوين إطارات في هذا المجال حتى لقّب بأب المخابرات الجزائرية، لقد استطاع جمع 8 مليارات فرنك فرنسي قديم في عهد الثورة الجزائرية بفضل حنكته ودهائه، مقابل تجارته في الاستعلامات الدولية، حيث باع معلومات للولايات المتحدة، الاتحاد السوفييتي، الصين، اليابان، وهذه المعلومات كانت تخص شؤوناً دولية لهذه البلدان مصلحة فيها، وهناك إحدى عملياته البارعة إذ أنه كشف أحد عملاء المخابرات الأميركية بالجزائر إبان الثورة، وبعد استنطاقه تحصل منه على معلومات مهمة تتعلق ببعض الوزراء العرب العملاء لهذه الوكالة، فأخبر حكوماتهم العربية بذلك وتأكدت من صحة هذه المعلومات بعد تحقيقاتها حول الأشخاص المشار إليهم.
أما قصة سكرتيرة في الناتو فهي واحدة من العمليات الناجحة لجهاز المخابرات الجزائرية في وقت الثورة الجزائرية تمثلت في تجنيد سكرتيرة فاتنة تعمل لدى جنرال كبير في حلف الناتو للقيام بتجنيده وقد كان الهدف إيصال أجهزة اتصال حديثة لجهاز الإشارة لجيش التحرير الوطني الجزائري بهدف الاتصال بين الوحدات، وقد تمكن رجال عبد الحفيظ بوصوف من الحصول على الأجهزة وفي العديد من المرات التجسس على الاتصالات بين الوحدات الفرنسية واكتشاف الكثير من أسرار الجيش الفرنسي.
هذه العملية تمت بعد عملية السفينة اليونانية وإعدام اليوناني الخائن.

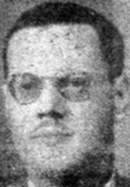
عبد الحفيظ بوصوف

لقد أسس عبد الحفيظ جهاز مخابرات قوي للثورة كما أنه استطاع تجنيد بعض الوزراء في الحكومة الفرنسية
لصالح ثورة الجزائر من بينهم ميشال دوبري الذي كان رئيس الوزراء في حكومة شارل ديغول ووزير الاقتصاد فوركاد ووزير الفلاحة إيدغار بيزاني وشخصيات أخرى لها صلة بالحكومة. وأوناسيس المليونير اليوناني الذي تزوج فيما بعد بأرملة الرئيس الأمريكي الراحل جون كيندي.

## وفاته
توفي عبد الحفيظ بوصوف في 31 ديسمبر 1980 في باريس، وخصصت الحكومة الجزائرية طائرة خاصة لنقل جثمانه إلى الجزائر. في سنة 2014 تم إطلاق إسمه على جامعة ميلة مسقط رأسه